# 小原加奈子
小原 加奈子（おばら かなこ）は、日本の女優。神奈川県横浜市出身。神奈川県立川和高等学校、横浜国立大学経営学部卒業。血液型O型。タートルプランニング所属。舞台・映画を中心に活動中。
趣味・特技：日舞（藤間流）、殺陣（ひめ壱）
如月 京（きさらぎ みやこ）、香月（かずき）としても活動。

## 主な出演

### 映画
- 『濡女』（2009年）主演
- 『獣憑』（2009年）助演
- 『奇憚 籠女惨極景』主演